# Història de Ruanda

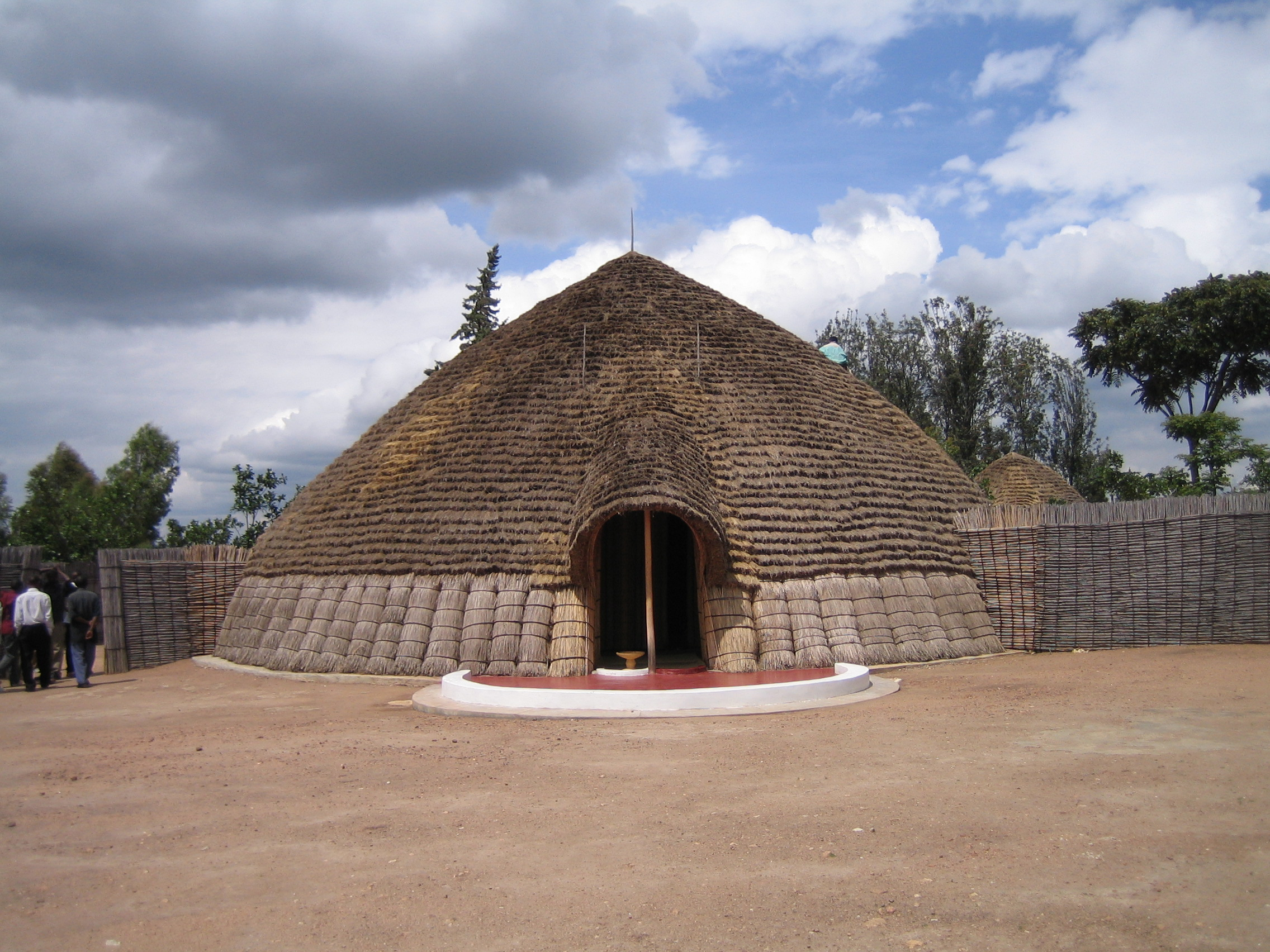
Reconstrucció del palau del Rei de Rwanda a Nyanza.

La història de Ruanda ha estat marcada per la rivalitat dels grups ètnics Hutu i Tutsi que ha portat el país a les més denigrants purgues racials. Malauradament, aquest petit país africà és conegut principalment per la seva sagnant història contemporània i es fa difícil trobar fonts de la potser rica història antiga i medieval de la regió. Els primers pobladors coneguts varen ser els pigmeus twa, fins que al segle xi arribaren els hutus. Al segle xvi, procedents de l'actual Etiòpia arribaren els tutsis, que dominaren el país i hi imposaren un sistema feudal.

## Primers habitants

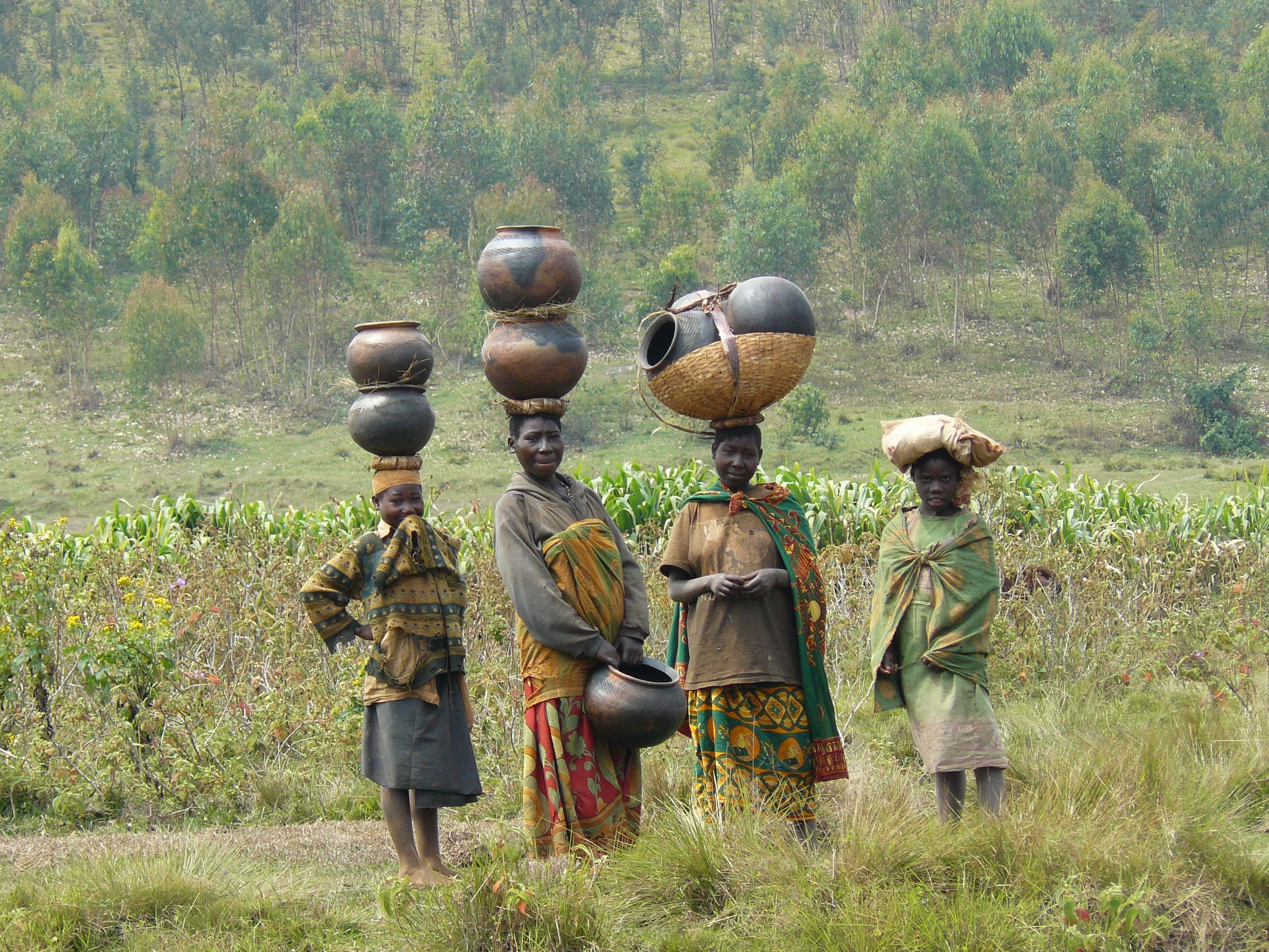
Dones Twa amb ceràmica tradicional.

Les muntanyes del que és avui la  República de Ruanda van ser habitades per pigmeus Twa fins a l'arribada dels hutus al segle xi, en l'actualitat els pigmeus constitueixen l'1% de la població del país. Al segle XVI el poble ramader watutsi, més conegut com a tutsi, venint de la banya africana, l'actual Etiòpia, van subjugar als hutus hi van establir un sistema feudal encapçalat pel Mwami (rei) i una noblesa tutsi. Els hutus feien un contracte de serveis per generacions, ubujaik, a canvi d'usar les terres i els ramats dels senyors feudals tutsis.

## Presència europea
El primer europeu a posar peus en aquest territori va ser el comte alemany Von Goetzen el 1894 seguit per missioners cristians anomenats "pares blancs", el 1899 el Mwami es va sotmetre sense resistència al protectorat alemany. A més del proselitisme religiós els alemanys van propiciar cert desenvolupament urbà en aquest territori.
Després de la Primera Guerra Mundial - 1914 i 1918 - la Societat de Nacions atorga el territori de Rwanda-Urundi a Bèlgica i després de la Segona Guerra Mundial (1939 - 1945) la zona passa a ser controlada per les Nacions Unides amb administració belga i un mwami a cada país.
Durant la dominació europea els tutsis van ser afavorits per tenir una educació a l'estil europeu, els belgues els van utilitzar per implementar les seves lleis i els tutsis van guanyar així posicions administratives i militars, el 1926 Bèlgica va introduir un sistema de targetes d'identificació segons la raça.

## Independència i segle XX

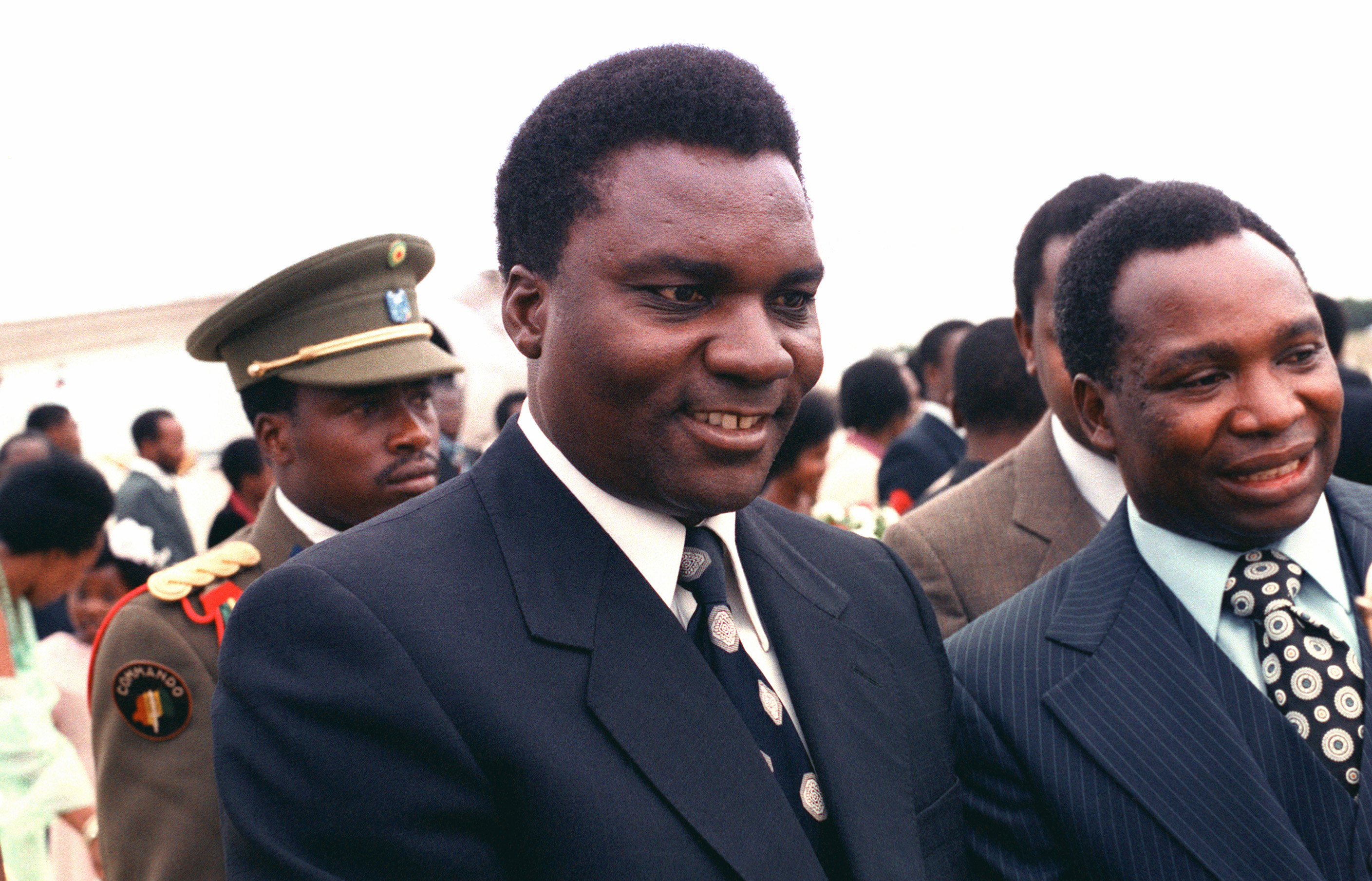
Juvénal Habyarimana durant una visita als Estats Units, 1980.

Des de mitjans de la dècada de 1950 els belgues comencen a estimular el sorgiment de moviments democràtics la qual cosa no era ben vista pels tutsis que temien perdre els seus privilegis. A finals d'aquesta dècada els hutus, comencen a demanar millores per la seva comunitat que és majoritària, però els seus líders van ser exterminats. En resposta els hutus el 1959, liderats pel Parmehutu, moviment d'emancipació fundat el 1957, perpetren una massacre que els porta més endavant al poder, s'estima que van morir a mans hutus uns 100.000 tutsis i més de 150.000 van abandonar el país.
El 1961 els hutus guanyen per aclaparadora majoria les eleccions supervisades per l'ONU i l'1 de juliol de 1962 li és atorgada la independència del país dels belgues, separant-se també de Burundi.
El primer President ruandès és Grégoire Kayibanda qui, a nivell internacional, va tenir una política pacífica establint relacions amb més de quaranta països. A nivell domèstic no va estar exempt de corrupció i de les purgues dels tutsis, la primera el 1963 en resposta a una invasió de tutsis des de Burundi.
A principis dels setanta, després d'una matança d'hutus a Burundi, Kayibanda és tret del poder pels militars encapçalats per Juvénal Habyarimana, qui va dissoldre no només l'Assemblea Nacional sinó també el Parmehutu.
Havent pres el poder el cinc de juliol de 1973 Habyarimana crea, dos anys després, el Moviment Revolucionari Nacional per al Desenvolupament (MRND) adoptant una nova constitució el 1978. Habyarimana és elegit president el 1983 i reelegit el 1988 per una única cambra del Govern amb membres elegits per vot directe.
Encara que el nou Govern va establir un sistema de quotes racials per les ocupacions, els hutus de la regió natal del president (nord) tenien privilegis i, en general, hi va haver una política d'exclusió dels tutsis.

## Guerra Civil Ruandesa
El juliol de 1990 Habyarimana accedeix al multipartidisme. A l'octubre d'aquest mateix any, Ruanda és envaïda per guerilles de Tutsis provinents d'Uganda, país on van ser part de l'Exèrcit de Resistència Nacional liderat per Yoweni Museveni, qui va enderrocar el president Milton Obote el 1986.
L'exèrcit ruandès era recolzat per francesos i congolesos, però la tenacitat tutsi va perllongar el conflicte bèl·lic. Recentment el 12 de juliol de 1992 es va aconseguir un alto el foc signat a Arusha, Tanzània, per a la data el govern de Habyarimana havia creat les milícies Interahamwe que estarien preparades en el seu moment donat per a una nova massacre de tutsis.

## Crisi i genocidi

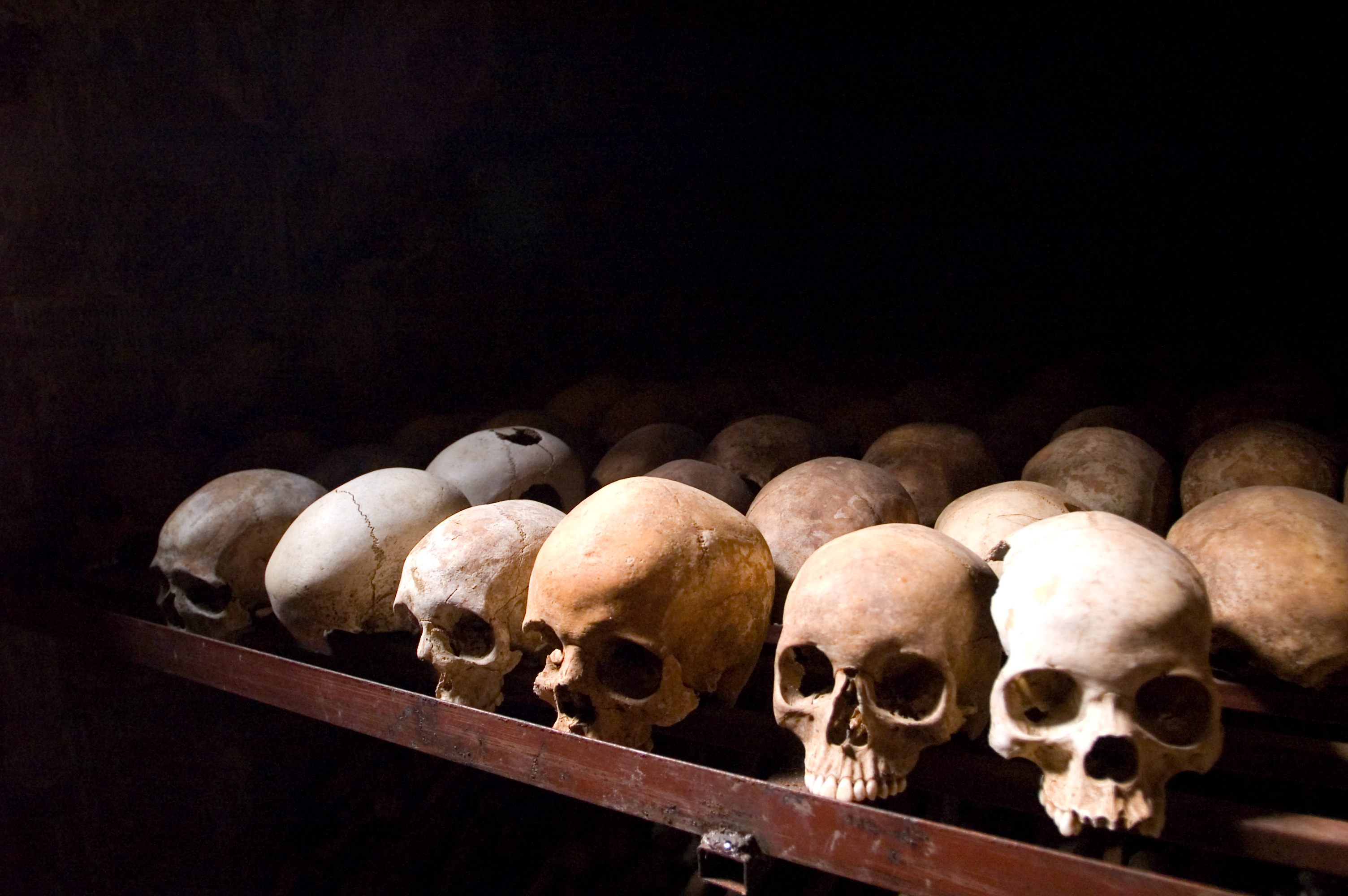
Cranis de les víctimes del genocidi de Ruanda.

Les invasions encara van continuar després del tractat d'Arusha i el sentiment antitutsi va ser estimulat a nivell nacional. El president signà un acord de pau el 1993 seguit per un desplegament de tropes de l'Organització de les Nacions Unides a la capital. Aquest mateix any l'avió on viatjaven Habyarimana amb el president de Burundi Cyprien Ntaryamira és abatut. Van intervenir llavors els Interahamwe aniquilant pràcticament casa per casa a tutsis i hutus moderats, començant per la primera ministra, Agathe Niringirimana (d'origen tutsi), i els seus guardaespatlles belgues. En dos mesos van ser exterminats al voltant de 800.000 persones, majoritàriament tutsis.
La invasió tutsi es va intensificar intentant aturar la massacre. Tropes franceses autoritzades per l'ONU es van desplegar al sud creant la Zona Turquesa per refugiats, però es van produir incidents sagnants també allà. Finalment els rebels tutsis van prendre Kigali, la capital, el juliol de 1994, el govern ruandès va fugir al Congo.
Subsegüents matances de tutsis en camps de refugiats i d'hutus pel nou govern interí segueixen ensagnant la història d'aquest país. El nou govern ruandès va accedir a sotmetre a un judici sobre el genocidi davant del Consell de Seguretat de l'ONU i es va instituir un Tribunal Penal Internacional per a Ruanda per arrestar i jutjar fora del territori a responsables pel genocidi.

## Després del genocidi

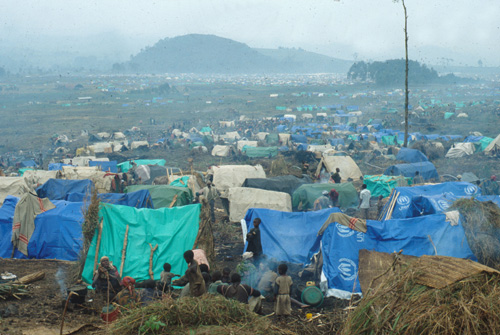
Campament de refugiats al Zaire (1994).

Més de mig milió d'hutus van tornar al país el 1995 i des del juliol d'aquest any una de les ajudes internacionals van ser implementades per treure de la crisi a aquest país. Hi va haver alguna mort aïllada però després de 1997 el país es va considerar segur pel turisme i la majoria dels ruandesos van poder tornar.
Per sortir de la crisi en les granges es van plantar cultius de creixement ràpid per poder vendre'ls ràpidament. No obstant això el 2001 aquests van ser substituïts pel cafè. Des d'aquest any l'Organisme Nord-americà per al Desenvolupament Internacional a Kigale va invertir 8 milions de dòlars en el desenvolupament cafeter. En zones com Butare el comerç ha permès que apareguin botigues, més cases i fins i tot un cibercafè al voltant dels pobles cafeters. El 2008 el govern ruandès pretén que tot el cafè produït sigui de qualitat.
No obstant això i encara que el país es troba en pau, unit i en la reconstrucció, més de la meitat de la població pateix fam i encara està al llindar de la pobresa.